# Marcus Vinicius (calciatore)
Marcus Vinicius da Silva de Oliveira, meglio noto come Marcus Vinicius (Belford Roxo, 29 marzo 1984), è un ex calciatore brasiliano con cittadinanza polacca, di ruolo attaccante.

## Carriera
Ha sempre giocato nel campionato polacco, alternandosi tra la massima serie e la seconda divisione.

## Palmarès

### Club

#### Competizioni nazionali
- I liga: 1

Arka Gdynia: 2015-2016
- Coppa di Polonia: 1

Arka Gdynia: 2016-2017
- Supercoppa di Polonia: 2

Arka Gdynia: 2017, 2018